# 룩남현
룩남현(베트남어: Huyện Lục Nam / 縣陸南)은 베트남 동북부 지방 박장성의 9개의 현 중 하나이다. 2003년을 기준으로 이 지역의 인구는 202,886명이다.  이 현의 면적은 597km2이며, 현도는 도이응오 시진에 있다.

## 행정 구역
룩남현은 1개의 시진과 24개의 사를 관할하고 있다.

### 시진
- 도이응오 시진 (Thị trấn Đồi Ngô, 堆吳 市鎭)

### 사
- 박룽 사 (Xã Bắc Lũng, 北隴社)
- 바오다이 사 (Xã Bảo Đài, 保台社)
- 바오선 사 (Xã Bảo Sơn, 保山社)
- 빈선 사 (Xã ình Sơn, 平山社)
- 껌리 사 (Xã Cẩm Lý, 錦里社)
- 쭈디엔 사 (Xã Chu Điện, 周甸社)
- 끄엉선 사 (Xã Cương Sơn, 崗山社)
- 단호이 사 (Xã Đan Hội, 丹會社)
- 동흥 사 (XãĐông Hưng, 東興社)
- 동푸 사 (XãĐông Phú, 東福社)
- 후옌선 사 (Xã Huyền Sơn, 玄山社)
- 캄랑 사 (Xã Khám Lạng, 龕浪社)
- 란머우 사 (Xã Lan Mẫu, 爛畝社)
- 룩선 사 (Xã Lục Sơ, 陸山社)
- 응이어프엉 사 (Xã Nghĩa Phương, 義芳社)
- 프엉선 사 (Xã Phương Sơn, 芳山社)
- 땀지 사 (Xã Tam Dị, 三異社)
- 타인럼 사 (Xã Thanh Lâm, 靑林社)
- 띠엔냐 사 (Xã Tiên Nha, 先衙社)
- 쯔엉장 사 (Xã Trường Giang, 長江社)
- 쯔엉선 사 (Xã Trường Sơn, 長山社)
- 보짜인 사 (Xã Vô Tranh, 無爭社)
- 부싸 사 (Xã Vũ Xá, 武舍社)
- 옌선 사 (Xã Yên Sơn, 安山社)